# Ministerium für Erdöl, Energie und Bodenschätze (Gambia)
Das Ministerium für Erdöl, Energie und Bodenschätze (Ministry of Petroleum, Energy and Mineral Resources, MoPEMR) ist ein Ministerium der Regierung des westafrikanischen Staates Gambia.

## Lage und Beschreibung
Der Sitz des Ministeriums liegt in der Hauptstadt Banjul an der Marina Parade.
Das Ministerium ist verantwortlich für Erdöl, Energie und mineralische Bodenschätze. Weiter ist das Ministerium für den Staatsbetrieb National Water and Electricity Company Ltd. (NAWEC) verantwortlich.

## Geschichte
Das Ministerium für Erdöl wurde im September 2007 neu geschaffen.
Bis Mitte 2009 lautete die Bezeichnung Gambia Department of State for Petroleum, Energy and Mineral Resources (DoSPEMR).

## Leitung
Der Minister (Minister of Petroleum, Energy and Mineral Resources) ist : vakant